# Escut de Sant Jordi Desvalls
L'escut oficial de Sant Jordi Desvalls té el següent blasonament:
Escut caironat: faixat d'or i de gules de 6 peces. Ressaltant sobre el tot un sant Jordi a cavall matant el drac, tot d'argent amb l'escut carregat d'una creu plena de gules. Per timbre una corona mural de poble.

## Història
Va ser aprovat el 29 de novembre de 1983 i publicat al DOGC el 25 de gener de l'any següent amb el número 401.
La imatge de sant Jordi matant el drac és un senyal parlant referent al nom del municipi. El faixat d'or i de gules són les armes dels comtes d'Empúries, senyors del poble.